# Хеле Далгор
Хеле Далгор (на датски: Helle Thomsen Dalgård) е датска българистка и русистка, преводачка.

## Биография
От 1978 г. до закриването му през 2009 г. Хеле Далгор работи в Института по славистика на университета в Орхус, където преподава руски и български. Тя е ръководител на славянския отдел на книжарницата на университета в Орхус. Хеле Далгор е дългогодишен председател на Културната асоциация „Дания – България“. 
Хеле Далгор е преводач на книги от българските писатели Генчо Стоев, Блага Димитрова, Виктор Пасков и Георги Господинов, както и на руските автори Владимир Висоцки, Андрей Битов и Людмила Петрушевска. „Цената на златото“ на Генчо Стоев в неин превод в тандем с Пиринка Пенкова Педерсен (1973) е първият български роман, публикуван на датски език след „Под игото“ (1900).